# كاركوفورو

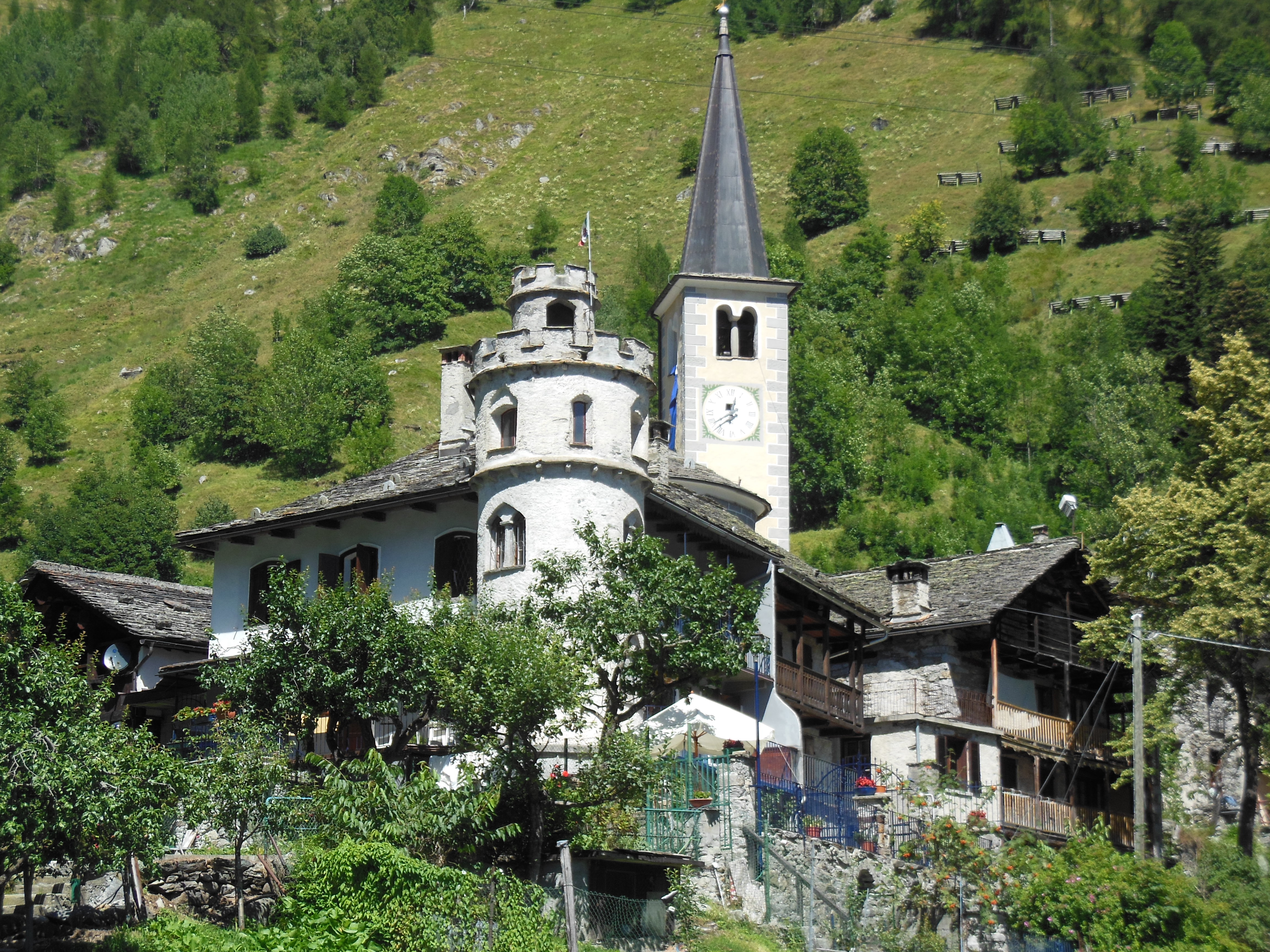
Campanile وبرج البيت

كاركوفورو هي بلدية في مقاطعة فرشيلي في منطقة بييمونتي الإيطالية، تقع على بعد حوالي 100 كيلومتر (62 ميل) إلى الشمال الشرقي من مدينة تورينو وحوالي 70 كيلومتر (43 ميل) شمال غرب مدينة فيرتشيلي. في 31 كانون الأول / ديسمبر 2004 كان عدد سكانها 78 وتبلغ مساحتها 22.8 كيلومتر مربع (8.8 ميل2).
تقع كاروفورو على حدود البلديات التالية: بانيو أنزينو، سيبو مورلي، فوبيلو، ماكوناجا، ريما سان جيوسيبي، ريماسكو.